# John L. Allen Jr.
John L. Allen, Jr. (1965) é um jornalista norte-americano, residente em Denver, Colorado que se especializou em noticiário sobre a Igreja Católica. É editor do site de notícias relacionadas à Igreja Católica Crux. Allen Jr. é autor de várias obras sobre a Igreja Católica. Escreveu duas biografias do Papa Bento XVI, a primeira publicada em 2000, quando ainda era cardeal - foi a sua primeira biografia em inglês.